# پشت در قرمز (فیلم)
پشت در قرمز (به انگلیسی: Behind the Red Door) فیلمی محصول سال ۲۰۰۳ و به کارگردانی ماتیلا کارل است. در این فیلم بازیگرانی همچون کیرا سجویک، کیفر ساترلند، استاکرد چنینگ و هانا لوچنر ایفای نقش کرده‌اند.